# 日本の花嫁
『日本の花嫁』（にほんのはなよめ）は、キリスト教牧師の田村直臣の著書。内容が教界内外で問題となり、田村は自身の長老派教会から一時期追放された。

## 出版

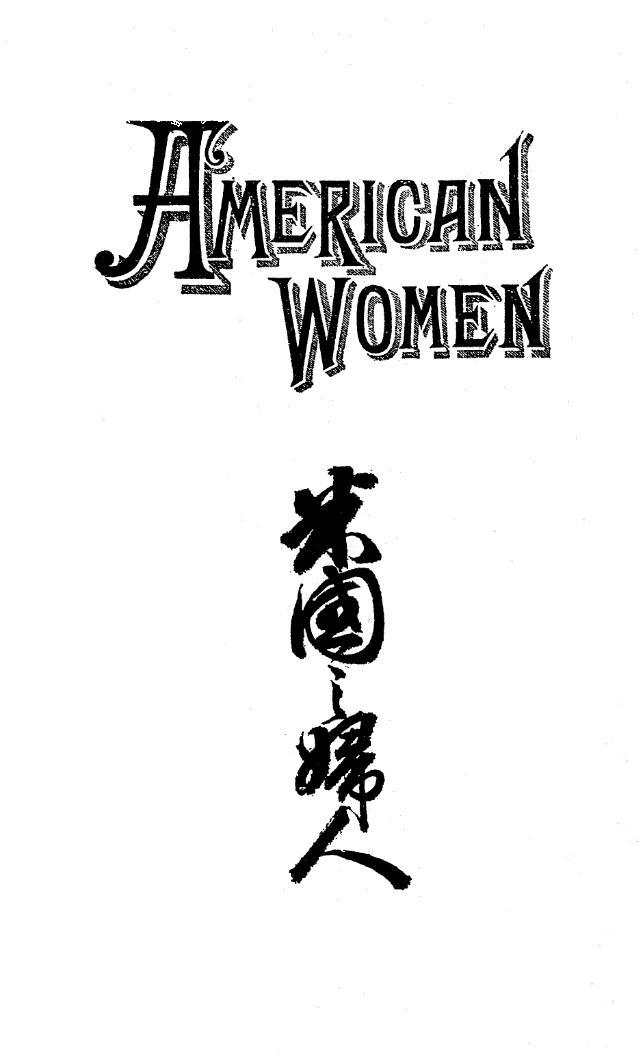
1889年

田村は1893年に米国の出版社からThe Japanese Brideを出版した。これは日本語で『米国の婦人』として6年前に出版されていたものである。

## 内容
田村自身の説明によると「この書に於いて、日本と米国の婦人の地位の相違を論じ、私の持論なる男女同権論を主張し、日本の風俗習慣を破壊し、新日本に於いて、新ホームを作るの必要を高調し、キリスト教の力でなくては、男女の貞潔を守る事も出来ず、婦人の地位を高めることの出来ないことも極論した」。
- 一、何故に彼等は結婚するか
- 二、嫁探し
- 三、媒介者
- 四、結婚の支度
- 五、結婚式
- 六、結婚旅行
- 七、家庭における花婿と花嫁
- 八、母と祖母

の8章からなっている。
序文に「仏教の影響下の家庭とキリスト教の影響下の家庭を比較」することとあり、「あくまでもキリスト教の立場から、この書を著述したものである。当時、日本主義に気触れて居る人々に応戦を試みたのである。」「キリスト教に反する日本の風俗習慣に関して、己の意見を発表した」としている。また序文で「日本人の徳義はパリサイ的(形式主義的)かたちであって心ではない」という。

## 『日本の花嫁』事件
新聞『日本』、『萬朝報』がこの本を非難し、日本の200以上の新聞が『萬朝報』の論説を転載した。
キリスト教牧師である植村正久は1893年、『福音新報』127号で田村を非難した。
「『日本の花嫁』は記して曰く、我らは愛と禽獣的の情欲とを同一視す。曰く、わが人民は清潔なる愛を味わい知らず。曰く、日本にては、父親は無限独裁の君主なり。万権これに属す。曰く、親は児女の婚嫁のみに熱心して、その将来の幸福繁栄を慮ることなし云々。この類枚挙するにあらざるなり。これ真実に日本の社会を写し出せるものに非ざるなり。」
「今、田村氏は上文のごとき奇怪なる文字を弄して、同胞を外国に誹れり。我輩は氏のために深くこれを愧じ、またこれを悲しまんずばあらざるなり、よし真実なることにもせよ、自国の事は一々これを外国に告ぐるの必要なし。或いはこれを隠蔽するの義務あり。況や虚妄の記事を列ねて自国の恥辱を海外に風潮(原文ママ)するをや。我輩この種類に属する著書の軽薄を爪弾きす。」 
他にも教界の『基督教新聞』、『女学雑誌』もこの本を非難し、日本キリスト教婦人矯風会は絶版を求めた。キリスト教青年会（YMCA）理事の職からは追放された。
さらに、井深梶之助、山本秀煌、熊野雄七により、日本基督教会の教会法廷に告発される。告訴状には「本書記述の体裁軽佻浮薄にして虚実を混淆し妄りに日本人民の恥辱となるべきことを記載したり。是即ち同胞を讒誣（ざんぶ）したるものにして、日本基督教会教師の職を汚したるものとす」とある。
中会の教会法廷は「同胞讒誣罪（どうほうざんぶざい）」で田村直臣を譴責した。
判決を不服とする田村は大会に上告した。彼は社会風俗に対して批評したのであって、信仰的な異端を唱えたわけでないのだから、教会法廷の判決は不当であると主張した。
大和連合会基督青年会は中会の判決直後の10月6日『基督教新聞』に公開書簡を発表した。
「現今我国においてキリスト教伝道の妨害となるもの固より一二にしてたらず。されどもキリスト教をもって非忠君愛国となす悪感情および誤解の何となく全国に伝播せることは確かにその一にして旦重大なるものならざるべからず。故に今の時にあっては吾輩キリスト教徒は宜しく全国の同胞にむかってキリスト教の本旨根拠を明弁すると同時に我輩キリスト教徒の陛下および吾国家に対する赤心を示してもって同胞を安堵せしめざるべからざるなり。しかして時も時なれや何ぞ図らん田村氏日本の花嫁事件出んとはその口悪き反対者および浅見なる非キリスト教者のために嘲罵ざん書の新たる材料引証を与えたるこそ賢けれ」
1894年第9回日本基督教会大会で植村は、
「此の問題に就ては最早多言するを要しない。先刻以来彼が自己を弁護する其の態度を見れば分る。此の如き人を我が日本基督教会の教職として認むるべきか何うか、是また自づから分明である。」
と述べた。
大会では中会よりさらに罪状と処分が重くなり、大会は「日本国民を侮辱したるもの」として、田村直臣を牧師から免職した。「教職を免ず」とする判決を下した教会法廷の判決文は次の通り。
「そもそもこの著書は国民の面目を犠牲となして金銭を博したるものにして即ち同胞を海外に侮辱しみだりに本邦人の名誉を毀損せる者なり」。
井深梶之助は、「物には内外の別あるもの也然れども花嫁著者は日本国民の恥辱となるべき事を外国語を以って外国に於いて著述したり」と述べ、押川方義は「我が祖先が遺したる高潔なる親子間の道徳を誣て海外に恥しむる」と言った。
無教会主義の内村鑑三は判決に満足の意を表明して述べた。
「宗教は国家観念のうえに立つものなることは余輩の充分是認するところなり。されども国家の名誉を犠牲に供し、国家を辱めて伝布する宗教は邪道なり」 

## 評価
古屋安雄は、「この問題が教会裁判にまでいった最大の原因は、国粋主義にたいする教会の自己保存的な迎合態度」でないかと考えている。土肥昭夫はこの事件を「キリスト教を排撃する国家主義的な風潮に対してキリスト教の身の証をたてるためであった」としている。 小野静雄はこの事件が起こったのは、1890年頃から日本の教会の教勢が衰えていたために田村を葬りさることによって身の証を立てようとしたことと、彼らが日本の家族制度を美しいものと見ていたことが理由と考えている。
ウィリアム・インブリーはこの裁判に先立ち、コメントを裁判に提出したいと依頼状を送ってきた田村に対し、1894年5月14日付けで「この著書は刺激的ではあるけれども、日本を侮辱する意図のもとに、あるいは記述の内容が偽りであることを承知の上で書かれたとは思っていない」とアメリカから返事を書いて田村の著作に理解を示している。
一方、この本にある米国的な個人主義への疑問もでている。